# Olof Björnsson (sparre)
Olof Björnsson var en frälseman och lagman som levde i Värmland under 1300- och 1400-talen och förde en sparre i vapnet.
Olof Björnsson nämns den 7 december 1407 i ett brev bevarat i Svenskt Diplomatariums huvudkartotek över medeltidsbreven när kung Erik utfärdar frälsebref för sin älskelige tjänare Olof Björnsson och ger Olof Björnsson och hans rätta bröstarvingar evärdelig frälsefrihet, 
Konung Erik